# El Decameró
|  | Aquest article tracta sobre la pel·lícula de Pasolini. Si cerqueu l'obra literària de Giovanni Boccaccio, vegeu «Decameró». |

El Decameró (títol original en italià: Il Decamerone) és una pel·lícula franco-germanoitaliana de Pier Paolo Pasolini, del 1971. Ha estat doblada al català. La pel·lícula és una adaptació de l'obra escrita al segle xiv per Giovanni Boccaccio, el Decameró, que recull, en deu dies (d'aquí el títol «decameró»), un centenar d'històries que es conten deu joves florentins, set noies i tres nois que estan fora de la seva ciutat per una epidèmia de pesta.
Els esquetxos que componen la pel·lícula se situen a l'edat mitjana a Nàpols i impliquen escenes particularment llibertines i immorals per a aquesta època (heterosexualitat, homosexualitat i pedofília). Pasolini fa ell mateix el paper d'un deixeble del pintor Giotto, en una mena de fil conductor que enllaça els diferents esquetxos.
Segons Pasolini, el Decameró és la primera part d'una obra cinematogràfica més vasta, la «trilogia de la vida» constituïda, a més del Decameró, dels Contes de Canterbury (1972) i de Mil i una nits (1974).

## Argument

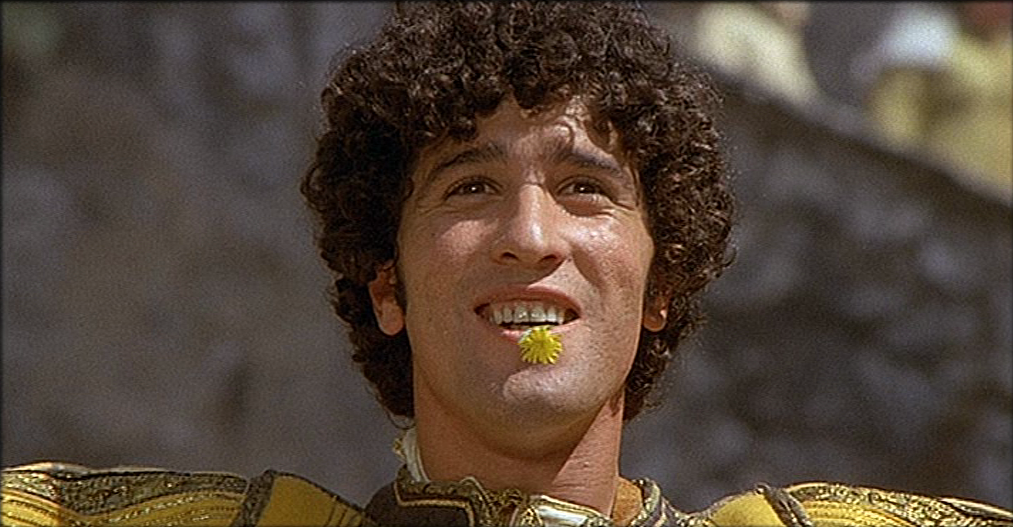
Ninetto Davoli

Deu històries d'ingenus del Decameró, revisades i corregides per Pier Paolo Pasolini:
1. Un jove s'enriqueix després d'haver estat estafat diverses vegades (notícia 5 de la IIe jornada).
2. Una monja en sermoneja una altra per un pecat que ha comès, però sucumbeix al seu torn al mateix pecat.
3. Un pretès sordmut s'aprofita de monges curioses.
4. Una dona enganya el seu marit a la seva pròpia casa sense que se n'adoni.
5. En el seu llit de mort, un seductor impenitent ensarrona el sacerdot i es fa canonitzar (notícia 1 de la 1a jornada).
6. Uns pintors esperen la inspiració divina.
7. Una noia dorm sobre la teulada de la seva casa per trobar-hi el seu amant.
8. Tres germans es vengen de l'amant de la seva germana.
9. Un sacerdot prova d'abusar de la dona del seu amic.
10. Dos amics pacten per tal de descobrir el que passa després de la mort.

## Repartiment
- Franco Citti: Ciappelletto
- Ninetto Davoli: Andreuccio de Perugia
- Jovan Jovanovic: Rustico (escenes suprimides)
- Vincenzo Amato: Masetto de Lamporecchio
- Angela Luce: Peronella
- Giuseppe Zigaina: monja
- Gabriella Frankel
- Vincenzo Cristo
- Pier Paolo Pasolini: alumne de Giotto
- Giorgio Iovine
- Salvatore Bilardo
- Vincenzo Ferrigno: Giannello
- Luigi Seraponte
- Antonio Diddio
- Mirella Catanesi
- Giani Esposito
- Silvana Mangano: la madona

## Premis i nominacions
Premis
- 1971: Os de Plata del Festival Internacional de Cinema de Berlín per Pier Paolo Pasolini.

Nominacions
- 1972: Os d'Or del Festival Internacional de Cinema de Berlín per Pier Paolo Pasolini.